# S/2016 J 1
S/2016 J 1 — один из самых малых спутников Юпитера.

## Открытие
Был открыт 8 марта 2016 года астрономом Института Карнеги Скоттом Шеппардом, но не анонсировался до 2 июня 2017 года. Анонсирован в Minor Planet Electronic Circulars (MPECs) Центром малых планет. В соответствии с номенклатурой IAU спутнику было дано временное название S/2016 J 1.

## Орбита
Спутник совершает полный оборот вокруг Юпитера примерно за 604 дня. Большая полуось составляет около 20,6 миллиона километров. Направление движения по орбите противоположно вращению Юпитера вокруг своей оси. Относится к группе Пасифе.

## Физические характеристики
Физические характеристики точно не известны, но исходя из яркости, астрономы предполагают, что диаметр спутника составляет около 1 километра.